# マックスキャンドゥ
マックスキャンドゥ（欧字名:Max Can Do、1995年5月20日 - 2010年10月11日）は、日本の競走馬、繁殖牝馬。主な勝ち鞍に1998年の報知杯4歳牝馬特別、サンスポ賞4歳牝馬特別。

## 戦歴
1997年函館でデビュー。2戦で2着3着と好走するが馬体の成長を待つとの陣営の意向（1998年2月調教コメント）で半年の放牧休養に入る。
翌年1月に帰厩するが京都（1998年1回・2回開催）では芝の未勝利戦が全く組まれていなかったためダート戦での復帰となる。初のダート戦であったが未勝利戦さらに飛梅賞と連勝し、桜花賞トライアル・4歳牝馬特別に出走。牝馬クラシック有力馬のロンドンブリッジを直線で差しきり重賞初勝利を手にした。
本命不在で混戦となった桜花賞では道中で折り合いを欠く内容から5着に終わったが、オークストライアルの4歳牝馬特別では1番人気に応え重賞2勝目を記録している。
秋初戦クイーンステークスでは春の実績から上位人気に支持されたが勝ち馬から3秒以上離される13着と大敗を喫する。当初は秋華賞に向かう予定であったがこの敗戦を受け白紙撤回となり、関係者協議の結果「早熟馬で今後の活躍は難しい」との結論から急遽現役引退となった。

## 競走成績
以下の内容は、netkeiba.comおよびJBISサーチに基づく。
| 年月日 | 年月日 | 年月日 | 競馬場 | 競走名                | 格   | 頭数 | 枠番 | 馬番 | オッズ （人気） | オッズ （人気） | 着順 | 騎手     | 斤量 | 距離（馬場）   | タイム （上り3F） | タイム差 | 勝ち馬/（2着馬）       |
| 1997   | 7.     | 20     | 函館   | 3歳新馬               |      | 5    | 5    | 5    | 7.6             | （3人）         | 3着  | 四位洋文 | 53   | 芝1200m（良）  | 1:12.0 (37.5)     | 0.6      | ストームティグレス     |
|        | 7.     | 26     | 函館   | 3歳新馬               |      | 7    | 4    | 4    | 1.4             | （1人）         | 2着  | 四位洋文 | 53   | 芝1000m（良）  | 0:58.4 (35.4)     | 0.0      | キーニシキ             |
| 1998   | 1.     | 24     | 京都   | 4歳未勝利             |      | 16   | 7    | 13   | 2.6             | （2人）         | 1着  | 四位洋文 | 53   | ダ1400m（良）  | 1:25.9 (37.9)     | -1.0     | （コシノキャサリン）   |
|        | 2.     | 21     | 京都   | 飛梅賞                | 500  | 14   | 5    | 9    | 2.2             | （1人）         | 1着  | 四位洋文 | 53   | ダ１800m（良） | 1:51.4 (36.4)     | -0.4     | （メガラ）             |
|        | 3.     | 15     | 阪神   | 報知杯4歳牝馬特別     | GII  | 16   | 2    | 4    | 10.6            | （3人）         | 1着  | 四位洋文 | 54   | 芝1400m（良）  | 1:22.4 (36.6)     | -0.2     | （メイショウアヤメ）   |
|        | 4.     | 12     | 阪神   | 桜花賞                | GI   | 18   | 7    | 14   | 13.3            | （5人）         | 5着  | 蛯名正義 | 55   | 芝1600m（良）  | 1:34.3 (36.5)     | 0.3      | ファレノプシス         |
|        | 5.     | 2      | 東京   | サンスポ賞4歳牝馬特別 | GII  | 16   | 8    | 15   | 2.4             | （1人）         | 1着  | 蛯名正義 | 54   | 芝2000m（良）  | 2:00.3 (34.7)     | -0.2     | （スイートマティルダ） |
|        | 5.     | 31     | 東京   | オークス              | GI   | 18   | 8    | 18   | 7.1             | （3人）         | 9着  | 蛯名正義 | 55   | 芝2400m（良）  | 2:29.4 (35.9)     | 1.3      | エリモエクセル         |
|        | 10.    | 4      | 中山   | クイーンS             | GIII | 14   | 3    | 4    | 9.9             | （3人）         | 13着 | 四位洋文 | 54   | 芝1800m（良）  | 1:51.9 (38.5)     | 3.3      | エアデジャヴー         |

## 繁殖成績
白老ファームにて繁殖牝馬として繋養され、ピルサドスキー、スピニングワールド等と交配されたが不受胎や死産などが続き、5年目にしてようやく産駒が誕生している。産駒は5頭デビューしたが、活躍馬はあらわれなかった。
|       | 生年   | 馬名               | 性 | 毛色   | 父                 | 厩舎                                                          | 馬主                     | 戦績                                  |
| ----- | ------ | ------------------ | -- | ------ | ------------------ | ------------------------------------------------------------- | ------------------------ | ------------------------------------- |
| 初仔  | 2004年 | マックスウィルドゥ | 牡 | 鹿毛   | フサイチコンコルド | 栗東・西浦勝一 →名古屋・斉藤弘光                              | 田所英子                 | 中央3戦0勝 地方22戦3勝（引退）        |
| 2番仔 | 2007年 | コルドバ           | 牝 | 黒鹿毛 | シンボリクリスエス | 栗東・笹田和秀 →金沢・田嶋弘幸 →栗東・梅内忍 →金沢・田嶋弘幸< | 田所英子                 | 中央13戦1勝 地方21戦6勝（引退・繁殖） |
| 3番仔 | 2008年 | ガルネリ           | 牝 | 栗毛   | ゼンノロブロイ     | 栗東・笹田和秀 →金沢・田嶋弘幸 →門別・高橋司                  | 田所英子 →桑原博         | 中央5戦0勝 地方24戦1勝（引退・繁殖）  |
| 4番仔 | 2009年 | バハドゥール       | 牡 | 鹿毛   | ファルブラヴ       | 栗東・笹田和秀                                                | 田所英子                 | 中央18戦3勝（引退）                   |
| 5番仔 | 2011年 | マックスユーキャン | 牝 | 栗毛   | ゴールドアリュール | 美浦・鈴木伸尋                                                | （有）キャロットファーム | 中央22戦2勝（引退）                   |

## 血統表
| マックスキャンドゥの血統                         | マックスキャンドゥの血統                                    | マックスキャンドゥの血統                                    | （血統表の出典）                                            | （血統表の出典）      |
| 父系                                             | ミスタープロスペクター系                                    | ミスタープロスペクター系                                    | ミスタープロスペクター系                                    |                       |
| 父 *キンググローリアス King Glorious 1986 黒鹿毛 | 父の父Naevus 1980 栗毛                                      | Mr. Prospector                                              | Raise a Native                                              | Raise a Native        |
| 父 *キンググローリアス King Glorious 1986 黒鹿毛 | 父の父Naevus 1980 栗毛                                      | Mr. Prospector                                              | Gold Digger                                                 |                       |
| 父 *キンググローリアス King Glorious 1986 黒鹿毛 | 父の父Naevus 1980 栗毛                                      | Mudville                                                    | *ボールドラッド (USA)                                       | *ボールドラッド (USA) |
| 父 *キンググローリアス King Glorious 1986 黒鹿毛 | 父の父Naevus 1980 栗毛                                      | Mudville                                                    | Batteer Up                                                  |                       |
| 父 *キンググローリアス King Glorious 1986 黒鹿毛 | 父の母Glorious Natalie 1980 黒鹿毛                          | Reflected Glory                                             | Jester                                                      | Jester                |
| 父 *キンググローリアス King Glorious 1986 黒鹿毛 | 父の母Glorious Natalie 1980 黒鹿毛                          | Reflected Glory                                             | Lysistrata                                                  |                       |
| 父 *キンググローリアス King Glorious 1986 黒鹿毛 | 父の母Glorious Natalie 1980 黒鹿毛                          | Blue Eyed Blonde                                            | The Pie King                                                | The Pie King          |
| 父 *キンググローリアス King Glorious 1986 黒鹿毛 | 父の母Glorious Natalie 1980 黒鹿毛                          | Blue Eyed Blonde                                            | Blue-Eyed Barbie                                            |                       |
| 母 マックスドリーマー 1981 栗毛                  | 母の父*ノーザリー Northerly 1972 鹿毛                       | Northern Dancer                                             | Nearctic                                                    | Nearctic              |
| 母 マックスドリーマー 1981 栗毛                  | 母の父*ノーザリー Northerly 1972 鹿毛                       | Northern Dancer                                             | Natalma                                                     |                       |
| 母 マックスドリーマー 1981 栗毛                  | 母の父*ノーザリー Northerly 1972 鹿毛                       | Politely                                                    | Amerigo                                                     | Amerigo               |
| 母 マックスドリーマー 1981 栗毛                  | 母の父*ノーザリー Northerly 1972 鹿毛                       | Politely                                                    | Morn Again                                                  |                       |
| 母 マックスドリーマー 1981 栗毛                  | 母の母アーチエンゼル 1965 栗毛                              | *ネヴァービート                                             | Never Say Die                                               | Never Say Die         |
| 母 マックスドリーマー 1981 栗毛                  | 母の母アーチエンゼル 1965 栗毛                              | *ネヴァービート                                             | Bride Elect                                                 |                       |
| 母 マックスドリーマー 1981 栗毛                  | 母の母アーチエンゼル 1965 栗毛                              | テツノホマレ                                                | 大鵬                                                        | 大鵬                  |
| 母 マックスドリーマー 1981 栗毛                  | 母の母アーチエンゼル 1965 栗毛                              | テツノホマレ                                                | コロナ                                                      |                       |
| 母系(F-No.)                                      | クレイグダーロッチ系(FN:11-c)                               | クレイグダーロッチ系(FN:11-c)                               | クレイグダーロッチ系(FN:11-c)                               | [ § 2 ]               |
| 5代内の近親交配                                  | Native Dancer 5×5、Tom Fool 5･5（父内）、Nearco 5･5（母内） | Native Dancer 5×5、Tom Fool 5･5（父内）、Nearco 5･5（母内） | Native Dancer 5×5、Tom Fool 5･5（父内）、Nearco 5･5（母内） | [ § 3 ]               |
| 出典                                             | 1. 2. 3.                                                    | 1. 2. 3.                                                    | 1. 2. 3.                                                    | 1. 2. 3.              |

- 半姉にフェアリーステークス優勝馬マックスロゼ（父ヘクタープロテクター）がいる。
- 3代母テツノホマレの牝系にはコーセイ、ロングハヤブサなどの活躍馬がいる。
- テツノホマレの半妹には名牝スターロツチがおり、そこから多くの活躍馬が輩出されている。